# Presidente Lucena
Presidente Lucena egy község (município) Brazília Rio Grande do Sul államában. Népességét 2021-ben 2973 főre becsülték. Henrique Pereira de Lucena báróról nevezték el, aki többek között állami kormányzó, parlamenti képviselő és képviselőházi elnök volt.

## Története
Németekkel gyarmatosították, akik 1826-ban érkeztek São Leopoldo környékére. A mai Presidente Lucena község területén több kis telep jött létre: 1830-ban Linha Nova Baixa, 1845-ben Picada Schneider, 1850-ben Nova Alemão (később Nova Vila). A mai községközpont, amelyet kezdetben Arroio Veadonak neveztek, csak 1910 körül kezdett kialakulni, az állami kormányzóság által építtetett São Leopoldo és Nova Petrópolis közötti út mentén. Arroio Veado első lakosai erdőkitermeléssel, mezőgazdasággal (kukorica, bab, cukornád, zöldség termesztése, sertéstenyésztés), kereskedelemmel (fűrészáru, aguardente) foglalkoztak. 1934-ben bálterem épült (Salão Gewehr), 1940-ben felavatták a Három Rio Grande-i Mártírnak (Três Mártires Rio-grandenses) szentelt katolikus templomot, 1946-ban a katolikus iskolát, 1963-ban a sportstadiont, 1965-ben pedig az evangélikus templomot. Az 1970-es években Arroio Veado hanyatlani kezdett, ugyanis a munkaerő más községekbe (Ivoti, Estância Velha, Novo Hamburgo) vándorolt el, azonban az 1980-as években az ipar megjelenésével (cementgyár, cipőgyár) új családok költöztek be, a település ismét fejlődésnek indult, iskola, óvoda, rendőrőrs, telefonközpont létesült, az utcák egy részét leaszfaltozták. 1992-ban függetlenedett Ivotitól és 1993-ban önálló községgé alakult Presidente Lucena néven.

## Leírása
Székhelye Presidente Lucena, további kerületei nincsenek. A község területe változatos, 20 méter tengerszint feletti magasságú síkságoktól 200-500 méter magas dombokig (a Serra Geral előhegyei). Ami a gazdaságot illeti, részben megőrizte a gyarmatosítás időszakának jellemzőit (kisbirtokok, polikultúra), ugyanakkor jelen van az ipar és kereskedelem is. A községközpont 65 kilométerre van Porto Alegretől.
Áthalad rajta a Rota Romântica, a túlnyomórészt német jellegű községeket összekötő tematikus turistaút.